# Указан
Указан (фр. Aucazein) насеље је и општина у јужној Француској у региону Миди Пирене, у департману Арјеж која припада префектури Сен Жирон.
По подацима из 2011. године у општини је живело 65 становника, а густина насељености је износила 10,8 становника/km². Општина се простире на површини од 6,02 km². Налази се на средњој надморској висини од 550 метара (максималној 1.682 m, а минималној 531 m).

## Демографија
| 1962. | 1968. | 1975. | 1982. | 1990. | 1999. | 2011. |
| ----- | ----- | ----- | ----- | ----- | ----- | ----- |
| 76    | 80    | 65    | 52    | 48    | 57    | 65    |

График промене броја становника у току последњих година